# Тобело (народ)
Тобело — один из северохальмахерских народов, проживающий в Восточной Индонезии, в северной части Молуккских островов и на востоке Северной Хальмахеры.

## Описание
Тобело делится на несколько субэтнических групп — додинга, боэнг, кау и др. Общая численность около 85 тыс. Огромное влияние на тобело оказали тернатцы, так как в XV—XIX вв. входили в султанат Тернате. Тобело также доминировали над такими малыми народами внутренней части Северной Хальмахеры, как пагу, табару и др. Тобело присуща высокая миграционная мобильность, но, в основном, их поселения расположены вдоль береговой линии. Наземные каркасно-столбовые жилища (татху) строятся из бамбука, а крыша сделана из листьев саговой пальмы или из дранки. Выделяют племена лесных тобело (The Forest Tobelo). Племена лесных тобело проживают в лесах в глубине острова Халамахера, расселяясь у речных долин. Часто их называют уничижительным термином тугутил. Численность достигает приблизительно 3 тыс. человек. В начале 1980-х гг. они все ещё вели кочевой образ жизни, жили, в основном, за счёт охоты, грабежей и выращивания саго. Время от времени они использовали небольшие поля, где, в основном, выращивали бананы, маниоку, фрукты, кокосы методом подсечно-огневого земледелия. Денежный доход получали от продажи продуктов лесных промыслов, иногда новые поселенцы нанимали лесных тобело для расчистки участков леса под земледелие.

## Одежда
Ранее тобело носили повязки из тапы, однако затем их заменила одежда общемалайского и европейского типа.

## Пища
Основными продуктами питания является сырая, вяленая и солёная рыба, а также пища растительного происхождения (печёные и варёные изделия из риса, бананов, саго, батата, маниока). Блюда из риса, как правило, не являются основными, а готовятся по праздникам.

## Обычаи и культурные особенности
В народном творчестве наиболее распространён песенный и танцевальный фольклор. Брак носит патрилокальный характер. Также для тобело, как и для многих других народов традиционного общества, свойственна билатеральность родни. Экономические важную роль играет брачный выкуп, при определении размера которого даётся сравнительная оценка годовых доходов хозяйств бракосочетающихся, а также определяется размер финансовых требований, предъявляемых стороне жениха. В документальном фильме Дирка Ниланда «Свадьба тобело» детально показано, сколько женской работы вкладывается в подготовку свадебного пира: плетение, приготовление праздничного блюда «рисовая горка», особый изысканный стол в форме каноэ — все это говорит о важности церемонии для обеих сторон. Женщины демонстрирует «женское богатство», что очень напоминает Тробриандский обмен. Их танцы с ножом бушкрафт в руке указывают на то, что и женщины играют важную роль в процессуальном действе. В случае инцеста совершается особая церемония разрыва наследственной линии, в ходе которой, чтобы предотвратить наводнения, тобело бросают в реку китайские чайные подносы. После этого наступает время самого празднования — пиршества, танцы и исполнение традиционных песен. Всё это выглядит очень захватывающе и говорит о красоте и важности заключающегося брачного союза.

## Языки
Среди тобело говорят на индонезийском, тернатском, а также тобело, имеющем несколько диалектов — гамсунги, додинга, боэнг (с говорами).

## Религия
Религиозная принадлежность большинства — христиане-реформаты, меньшинства — мусульмане-сунниты. На быт сильное влияния оказывают традиционные верования (пережитки шаманизма, культ духов). Процесс принятия христианства среди лесных тобело, проживающих на северо-востоке Хальмахеры, был очень длительный и сложный. Лишь спустя десятилетия сопротивления, а именно в конце 1980-х гг., они начали исповедовать Библию. Однако вариант христианства, который они выбрали, был не тот, который им предложили говорящие на языке тобело общества, с которыми они поддерживают родственные и брачные связи, а тот, который был занесён в этот регион американскими миссионерами. В 1999—2001 гг. регион был охвачен религиозно-этническим насилием. Конец конфликту между мусульманами и христианами был положен в апреле 2001 года, когда состоялась мирная церемония, проведённая в надежде на то, что религиозный конфликт, заморивший остров Хальмахера, не повторится. Церемония состояла из ритуала «адата» (с индонезийского «обычное право») и давания обета о том, что обе стороны конфликта, мусульмане и христиане, будут уважать права друг друга и навсегда откажутся от насилия. Эта церемония была больше чем просто культурное проявление. Она символизировала решение большинства в провинции Северное Малуку обратиться к адату как к гаранту социального единства и гармонии в регионе. До этого местное правительство сообщило высокопоставленным государственным служащим и другим политическим лидерам, что если они не смогут изменить ситуацию в лучшую сторону и способствовать возвращению назад в регион вынужденно переселившихся, тогда столицей нового округа Северной Хальмахеры будет другой город, а не г. Тобело. Необходимо было что-то предпринять, и несколько лидеров влиятельных объединений решили, что адат есть лучшее решение. Они считали, что воскрешение адата изменит точку отсчета идентификации людей от их религии (христианство или мусульманство) к этнической идентичности (тобело).

## Традиционные занятия
Наиболее распространёнными занятиями являются рыболовство, морские промыслы и ручное земледелие (бананы, копра, пальмовое вино, корнеплоды, клубнеплоды, бобовые, суходольный рис). Также у кау и боэнг — добыча саго.

## Экранизации
В 1982 году в Нидерландах, в городе Лейден, режиссёром Дирком Ниландом был снят фильм «Tobelo Marriage» (с англ. «Свадьба тобело»). Фильм позволяет взглянуть на отдалённое островное общество, малоизвестное даже большинству индонезийцев. Сильными сторонами данной работы являются её ясность, исследовательская база и предоставление важной информации об этом малоизвестном народе.